# Chlorophorus rufimembris
Chlorophorus rufimembris là một loài bọ cánh cứng trong họ Cerambycidae.